# Брезон (Караш-Северин)
Брезон (рум. Brezon) насеље је у Румунији у округу Караш-Северин у општини Форотик. Oпштина се налази на надморској висини од 167 m.

## Историја
По "Румунској енциклопедији" место је основано 1872. године, колонизовањем Немаца католика из Торонталске жупаније. Иницијатор насељавања била је Мађарске жељезничка компанија. Желела се тиме унапредити пољопривреда у том крају. Колонија од 50 домова узела је себи име од директора наведене компаније, Георга Бресона. Римокатоличка црква је подигнута 1879. године.

## Становништво
Према подацима из 2002. године у насељу је живело 128 становника.

### Попис2002.
| Расподела становништва по националности 2002.‍ | Расподела становништва по националности 2002.‍ | Расподела становништва по националности 2002.‍ | Расподела становништва по националности 2002.‍ | Расподела становништва по националности 2002.‍ |
| --------------------------------------------- | --------------------------------------------- | --------------------------------------------- | --------------------------------------------- | --------------------------------------------- |
|                                               |                                               |                                               |                                               |                                               |
| Румуни                                        | Румуни                                        |                                               | 48                                            | 38,4%                                         |
| Роми                                          | Роми                                          |                                               | 71                                            | 56,8%                                         |
| Немци                                         | Немци                                         |                                               | 6                                             | 4,8%                                          |